# خرسانة تهديم
خرسانة التهديم، هي ما ينتج عن عملية هدم الأبنية.

## مقدمة
إن عملية تهديم الأحياء والعمارات والمصانع والأعمال...إلخ تنتج عنها كومة من مواد البناء، ملاط، خرسانة مسلحة،  القرميد،  حجارة مختلفة الأحجام، الجبس ، لوح، حديد، زجاج، مواد بلاستكية، الخزف، الورق....إلخ.هذه الكومة مركبة من طبيعة أعمال التهديم وعمر هذه المواد. هذه المواد يتم ترتيبها في قسمين بموجب مؤهلات موضوعة في وسط طبيعي مع خطر محدود للمحيط.
-المواد الجامدة التي تكثر مع الوقت (الخرسانة، القرميد، الحجارة...الخ).ه ذه المواد تكثر مع الوقت تمثل نظرة غير لائقة للمحيط فقط وضعت أربع احتمالات لا زالت هذه البقايا :
- تفريغ البقايا في مكان عمومي مخصص بطريقة سهلة وعليها الطلب أكثر لأنها مقبولة منظمة وتقنية وتستقبل كل المواد المهدمة.
- ترميد المواد سريعة الالتهاب من ورق، لوح(خشب).بلاستيك.
- تفريغ البقايا الجامدة.
- إعادة إلى مقر صناعة الحصويات.

-الاحتمالات الثلاثة الأخيرة لا توجد في الموقع، إذا كان فيهم فرز دقيق يتم على أساس التقاء خاص للمواد التي نقول عليها جامدة.
-الاحتمال الأخير مهم جدا في هذا المشروع خاصة إعادة فئات الخرسانة (الحصويات) في صنع خرسانات جديدة ذات خصائص مختلفة على مختلف الحصويات العادية بالاخص ميكانيكيا على الوجه العام المقامة ناقصة استعمال هذه الحصويات بنسب مئوية مناسبة خرسانة محققة شهيرة ب:خرسانة التهديم.

## تعريف خرسانة التهديم
هي خرسانة لها نفس المقادير للخرسانة العادية لكن مع مشاركة الحصويات المعادة في الحجم الكلي للحصويات.هذه الخرسانة تستعمل خاصة في تحقيق مشاريع الهندسة المدنية.منها قنوات صرف المياه الطرقات ممر الراجلين أرصفة التي لها نقص أو متوسط السير.
- خرسانة التهديم متعلقة بإعادة كسر الخرسانة الجامدة في الحصويات وهي موضوع البحث في عدد كبير من الدراسات لتحضير مستوى استبعاد الفئات رغم وجودها بكثرة في مجال الهندسة المدنية.

## محاصيل منجم الفضلات
ناتجة عن نشاط المشاريع (تهديم، عمارة جديدة، إسقاط مشاريع مرفوضة...),ويكون معروف رسميا من طرف قطاع الأشغال العمومية.بحيث إنتاج النشاط السكني بحوالي 400 كلغ كل سنة فاسدة وهناك إحصائيات ناتجة عن ثوابت دائمة منذ سنتين والتي تدخل ضمن مواد التجريفات في مشاريع العمارات.
القسم الأهم في هذه الفضلات حاليا غير منتقاة وغالبا ما تنزع في شروط غير صحيحة التنظيم، يجب في كل الظروف أن ترمى في الأماكن المناسبة لطبيعة الفضلات بحيث حددة مراكز دفن هذه الفضلات بوجهة نظر اقتصادية لتسير جيد حسب طبيعة تصنيفها.(فضلات صناعية عمرانية...).
- على العموم مناجم الفضلات النتيجة عنbtp ترمى 300000طن كل سنة هذه لقيمة يجب أن تكون محققة برزانة وإحصاء دقيق للتغيرات السنوية لإنتاج فضلات المنشآت لنشاط الأشغال العمومية وهناك مراكز متخصصة في تخزين هذه الفضلات في أكياس خاصة وعليها علامات التخزين وتسمى بمفضلات الحرير الصخري للاسمنت وتوجد في ثلاث مناطق متفرقة على دوائر le garde الفرنسية.

تحضير رمي الفضلات الخرسانية خارج الورشة:
اتخذة ورشات التهديم في فرنسا تحضير منظم من طرف لجان مسؤولة عن هذه الفضلات من حيث تنظيم في رمي هذه الفضلات ولهذا خصصة مناطق مصدق عليها من طرف البلدية وإنشاء مؤسسات خاصة للفصل في مكوناتها.

## النظرة الاقتصادية
في سنة 1991 قمنا بإحصائيات في فرنسا 20 مؤسسة منتجة للحصويات المعادة من مواد التهديم حجم تركيب المؤسسة متواضع وبسيط مع منتوج متوسط سنويا يقدر ب 100000طن حتى ما بين 30000طن و 300000طن.
-قطاع التهديم تغذي أكبر قسم من الاقامات لإعادة الإنتاج سنويا من 20 إلى 25 مليون طن سنويا من الحصى يحتوى (10-15) مليون طن من المواد المعادة عمليا من 20 إلى 30 شرط للتحويل حاليا هذا تحت توزيع موضح تحت قائمتين :

### عنصر الوقت
المدة المتوسطة لورشة التهديم هي شرط وهذا لايسمح دائما باستعمال تقنيات التهديم الاختياري لتحضير المواد المنتجة إعادة عمل مواد التهديم لصنع الحصويات تستحق تحضير خاص فرازة طبيعية المواد ومعايرة العناصر خاصا من أجل إعادة بدأ الخلاطة المتنقلة.

### عنصر البعد (المسافة)
مواد التهديم يجب أن ترمى في إمكان قريبة للورشة الذي يمكن لمقر الإعادة أو التفريغ وذلك للمصاريف الزائدة(التكلفة).

## طبيعة المواد المعادة
المنتجين عندهم سياسة مختارة لمواد التهديم والاستقبال، رفض المواد التي وضعت في التفريغ على المؤسسات التهديم هذا المبدأ النوعي مبني على النظافة والتجانس هذا يسمح بتمييز خمسة أقسام للمواد:
- خرسانة نظيف تسليح أو بدون تغليف أو بدون جبس.
- المواد التنظيف مركبة (مغلفة، قرميد، سقفية حجر، احجار جبلية..).
- المواد المختلطة مع احتواء الحطب (البنايات، الخرسانة المسلحة...).
- المواد البيئية مع احتواء الحطب أو الفضلات عالية أو أكثر من 10 بالمئة (البنايات للخرسانة المسلحة).
- المواد الأخرى الترابية.
- عامة المواد المستقبلة للتخزين حسب النوعية وسهولة الاستعمال هي مصنعة على زيادة تقدر ب 90 بالمئة من المواد النظيفة إلى وهي 60 بالمئة من الخرسانة النظيفة (أي خالية من الشوائب).

## الإنتاج
في 1990 الإنتاج الفرنسي للحصويات المعادة من مواد التهديم كان حوالي 25 بالمئة من الإنتاج الحصوي لاتنتمي إلى المنجم الحصوي (المادة محتوات على حجر التهديم).و 75 بالمئة غير الإنتاج الكلي من الحصويات.أماكن الإنتاج فيها أكبر التكوتنات قد تؤدي إلى عرض شرط منتظم لمواد التهديم، كذلك تحقيق القوة الأكبر تركيز في هذا النشاط ile الفرنسية (65 بالمئة من الإنتاج الوطني). المناطق الأخرى المعية منها الشمال مع التحويل الأرضي البور، غير مصنعة.

## الاستعمال
الحصويات المعادة وجد في نموذجين للاستخدام 75 -80 بالمئة مستعملة في حالة(الرمل الحصويات الدقيقة الحصى).أو 20-25 بالمئة نستعمل في صناعة الحصى المعالج(الرمل الحصويات من 0 إلى 20 ملم)
-استهلاك هذه المواد في البناء العمارات ليس لها مغزى، تخفيف في مهمة تحقيق أعمال الهندسة المدنية خاصة (vrd).قنوات قارعة الطريق ضعيفة أو متوسطة السير،حلبات، الأقسام.

## الشروط الاقتصادية المردودية
تكاليف تحضير الحصويات المعادة مرتفعة على تحضير الحصويات الطبيعية المتوسطة والنوعية المتساوية الفرق ما بين 10-20 فرنك للطن الواحد والنتيجة لخاصيتين من العناصر:
من الناحية الأولى ضرورة الإضافة إلى الأعمال التقليدية للتهديم والتكسير الغربلة وهذا عدد محدود.و نص العمليات متخصص في تسهيل معالجة المواد وتطور المنتوج النهائي خاصا:
- التخزين الاختياري المواد المستقبلة.
- التحضير قبل التكسير (تخفيف الحجم للعناصر الكبيرة، نزع الحديد...).
- في طريق التحضير القمع الحديدي كذلك التقنيات اليدوية والميكانيكية المصفات جدول الكثافة (الاوراق، الاخشاب، البلاستيك...)
- القسم الآخر فعالية أو فعالية اقل للالات في تركيب الإعادة تركيب للحصويات الطبيعية.
- إعادة مواد التهديم تنفذ في مناطق الحضرية أو التقريب العاجل للمراكزللاستهلاك الحصويات.
- سعر المحدد في المناطق الاستعمال المواد المعادة مقاربة لسعر التركيبة ليست هي الحالة العامة للحصويات الطبيعية التي يستعمل للنقل المدى البعيد والقصير.
- السعر المحدد هو كافي لنقل الحصويات الطبيعية على بعد 20كلم من الإنتاج.
- قاعدة المنافسة قابلة للتحويل على الوجه التالي:

السعر المحدد ثابت على الورشة في بداية العمل.
الحصويات المعادة تتحمل ما فوق السعر في بداية التركيب الذي يقارب حوالي 20 كلمتقريبا.
- كما نستطيع أن نقول الحصويات الطبيعية تستفيد من قدرة النقل على 20 كلم تقريبا.
- مع ذلك يحتوي على ترتيب الأحجام فان سعر الانطلاق يختلف من منطقة إلى أخرى وظروف السير والمسافة السير وذلك حسب الوقت المستهلك.
- كذلك فرق السير الملاحظ عند مستوى التحضير يقدر أن يكون مرتفع أو منخفض في الدعم الاقتصادي مستوى النقل الحصويات المعادة اقتصادية وقابلة للمناقشة.
- التساقط غير مباشر للحصويات المعادة :

بالنسبة لمؤسسات التهديم نشاط الإعادة يمثل باحتمالين اقتصادين بالنسبة للنقل، اقتصاديا يمكن أن تكون شاملة لتركيب الإعادة أو لتحديد المعلومات.
- وضعية التفريغ يمكن أن تكون جملة أو جزئيا حسب المواد المستقبلة في اظهار مجاني أو باهض (مكلف).
- في كل الحالات الاقتصادية يمكن أن تخض التكلفة العملية المستعملة وفي حالة المنتجة ترجع إلى تخفيض كل التكلفة لتحضير إنتاج حصويات.ترجع لقابلية لمنافسة أكبر.

## النظرة التقنية
المبادئ أو المعايير والخصوصيات التقنية مكملة الاحتمالات، استعمال الحصويات المعادة وهي نفسها الحصويات الطبيعية.
معيار p18-101 في تقني الحصويات لقارعات الطريق.
معيار p18-541 في هذا تقني حصويات الخرسانة.

### كي تكون مستعملة في ميدان الطرقات
طبقة القاعدة طبقة الأساس، عمل السقفية (تاليف السقفيات),الحصويات المعادة لا بد عليها ان تكفي المميزات الميكانيكية مع وضع محددات من طرف وزارة النقل.
هذه الخصائص تحتوي على ثلاث صفات :
- مهمة السير (السير ضعيف جدا، وعلى السير عالي).
- وضعية الطبقات في الرصيف.
- تقنية العلاج(الحصى المعالج أو عير المعالج يربط ما بين الشبكات المياه، قنوات صرف المياه...الخ).
- تجريبتين مهمتين تسمح بتشخيص نوعية الحصويات.
- تجربة los angeles تعطي قياس المقامة الجزئية.
- تجربة micro-deval في وجود الماء وقياس مقاومة التآكل أو التلف في بداية القيم الحاصلة للحصويات مقسمة في ستة أصناف في نوعية التناقص(a;b;c;...f)

### كي تكون مستعملة في الخرسانة
بالإضافة للخصائص للمعيار p18-541الحصويات لابد عليها الا تحتوي على قوى تتضمن المواد الكميائية، سولفات، الكلور، سلفور، وكذلك مؤكد حسب الاشكال السليس أو السيليكات المواد التي تادي إلى الاذى أو ضرر على نوعية الخرسانة(تآكل الهاكل، أو الركائز، الانتفاخ، التشققات) وكذا المقاومة لهذا.

## مميزات وميادين الاستعمال الحصويات المعادة
حسب مميزات الحصويات المعادة التي تدخل الأكثرية منها في الصنف d التي تحدد الاحتمالات الاستعمال في طبقات القاعدة والأساس والارصفة مع دراسة خاصة لسيلر أكثر منt2 كذلك لطبقات ربط الخرسانات بالزفوت المعدنية مع الارصفة ذات السير اقل من t3
-لكن حساب دقيق غير متجانس لمواد البناء ورغم الاختيارات التطبيقية الحصويات المعادة التي لاتؤدي إلى عرض التقلبات الجزئية الميكانيكية هذا الغياب في تعديل النوعية المحدود غالبا.احتمالات استعمال في الصنف f;e الأكثر في الصناعة.
- كل هذا يتعلق بخرسانات استخدام حصويات معادة اصطدام ميزات المحتويات في السولفات والسولفور.لكن يظهر معرفة المحتويات العمة في السولفات غير كافية والدراسات التي حصلت:
- توضيح السولفات في فراقات الأقسام الحصوية.
- وضع نقطة الفحص نسف الكمية التي تشخص محتويات السولفات.
- مداخل الانتقادات لمحتوى السولفات.
- ميادين استعمال الحصويات.

## المظهر التنظيمي
وحدات إعادة موادالتهديم مسطر قانونيا مثل كل الوحدات الصناعية لمشروعة التركيب المرتبة حسب حماية البيئة.
- وحدات إنتاجه الحصويات مماثلة لتركيب التقنية الموجودة في مناطق منجم الحجارة ومثل اللواتي مستبدلة اذن بالعناوين الموجودة حسب قاموس التربية المصنف.
- رغم التطور الصاعد للإنتاج تطور لإعادة للكسور الجامدة لمواد التهديم ليست تبرئة ولهذا الفرق بين الحصويات الجديدة والحصويات القديمة أنهارئيسية في النظام الاقتصادى من أجل استعمال الحصويات المعادة متكاثرة ويجب أن تكون باهضة الثمن كما في استعمال المواد الطبيعية.
- على هذا يجب احترام هذه المدن الكبرى التي تهيئ الظروف الملائمة.
- تموين مواد التهديم بكثرة منظمة.
- استهلاك الحصويات المهمة مع قنوات تموين الحصويات الطبيعية وأحيانا تكون مستبعدة.
- ثمن وضع التفريغ مرتفع.
- في هذا الإطار الإعادة تكون مثمرة أكثر كما يجب:
- اقتصادية المواد الأولية التي لها صعوبة الدخول في بعض الأحيان لمناطق المدن الكبرى.
- تخفيف على الأقل جزئيا النقل في الوسط الحضري.
- في موضع آخر اين يكون شرطي الإعادة الأكثر أو اقل النتشار، الحلول التقنية هي المواجهة لكن خطوات السقوط تكون مهمة.
- الإعادة على تركيب المتنقل بالإضافة إلى الهدف الضروري لورشات التهديم الهامة 30000طن على الأقل، توضع مشاكل على المستوى التجاري في المواد لعدة مواضيع.
- المنافسة تكون على الأقل مقبولة في المدن الكبرى.
- مدة ازالة المواد تكون في مدة قصيرة.
- عرض المواد يكون قصير في تسويق منظم.
- إعادة تركيب ثابتة، جمع مواد التهديم في المساحة أو رقعة جغرافية واسعة (نصف دائرة)مثلاتتحقق تقنيات لكن غير مؤكدة أكثر على التخطيط الاقتصادي لان ثمن الجمع يجب أن يكون أكثر جذبا من ثمن وضع التفريغ كذلك لورشة التهديم الواقعة على مساحة من الإعادة.
- ثمن وضع التفريغ يكون منتمي ويجب أن يكون عاليا على مبلغ النقل بالتركيب يحتوي على الأقل 50 f/m3(على الأكثر) الحالة المحددة لاستقبال فرع باهض الثمن يطابق لتحضير المواد.).